# إدمون بيرير
ادمون بيرير (بالفرنسية: Edmond Perrier) (و. 1844 – 1921 م) هو عالم طبيعة، وأحيائي، وعالم حيواني، من فرنسا، كان عضوًا في الأكاديمية الفرنسية للعلوم، توفي في باريس، عن عمر يناهز 77 عاماً.

## التعليم
تعلم في مدرسة كوندرست، ومدرسة الأساتذة العليا.

## جوائز
حصل على جوائز منها:
- قائد وسام جوقة الشرف
- وسام الاستحقاق الزراعي من رتبة قائد.